# قناة الغرة
قناة الغرة قرية سوريّة تتبع إداريّاً لمحافظة حلب منطقة منبج ناحية مركز منبج، بلغ تعداد سكانها 1,297 نسمة حسب التعداد السكاني لعام 2004.